# Gouy (Sena Marítim)
Gouy és un municipi francès situat al departament del Sena Marítim i a la regió de Normandia. L'any 2007 tenia 819 habitants.

## Demografia

### Població
El 2007 la població de fet de Gouy era de 819 persones. Hi havia 279 famílies de les quals 39 eren unipersonals (26 homes vivint sols i 13 dones vivint soles), 90 parelles sense fills, 133 parelles amb fills i 17 famílies monoparentals amb fills.
La població ha evolucionat segons el següent gràfic:
Habitants censats

### Habitatges
El 2007 hi havia 298 habitatges, 282 eren l'habitatge principal de la família, 8 eren segones residències i 8 estaven desocupats. 289 eren cases i 6 eren apartaments. Dels 282 habitatges principals, 261 estaven ocupats pels seus propietaris, 18 estaven llogats i ocupats pels llogaters i 3 estaven cedits a títol gratuït; 2 tenien una cambra, 5 en tenien dues, 31 en tenien tres, 71 en tenien quatre i 173 en tenien cinc o més. 231 habitatges disposaven pel capbaix d'una plaça de pàrquing. A 81 habitatges hi havia un automòbil i a 189 n'hi havia dos o més.

### Piràmide de població
La piràmide de població per edats i sexe el 2009 era:
| Homes | Edats   | Dones |
| ----- | ------- | ----- |
| 0     | 95 o +  | 4     |
| 0     | 90 a 94 | 0     |
| 4     | 85 a 89 | 4     |
| 0     | 80 a 84 | 12    |
| 4     | 75 a 79 | 16    |
| 8     | 70 a 74 | 16    |
| 24    | 65 a 69 | 12    |
| 12    | 60 a 64 | 44    |
| 20    | 55 a 59 | 8     |
| 16    | 50 a 54 | 24    |
| 16    | 45 a 49 | 4     |
| 36    | 40 a 44 | 36    |
| 40    | 35 a 39 | 32    |
| 40    | 30 a 34 | 32    |
| 16    | 25 a 29 | 32    |
| 28    | 20 a 24 | 12    |
| 56    | 15 a 19 | 20    |
| 24    | 10 a 14 | 20    |
| 32    | 5 a 9   | 36    |
| 44    | 0 a 4   | 16    |

## Economia
El 2007 la població en edat de treballar era de 527 persones, 383 eren actives i 144 eren inactives. De les 383 persones actives 364 estaven ocupades (200 homes i 164 dones) i 20 estaven aturades (9 homes i 11 dones). De les 144 persones inactives 43 estaven jubilades, 71 estaven estudiant i 30 estaven classificades com a «altres inactius».

### Ingressos
El 2009 a Gouy hi havia 287 unitats fiscals que integraven 825 persones, la mediana anual d'ingressos fiscals per persona era de 23.503 €.

### Activitats econòmiques
Dels 22 establiments que hi havia el 2007, 6 eren d'empreses de construcció, 4 d'empreses de comerç i reparació d'automòbils, 1 d'una empresa d'informació i comunicació, 1 d'una empresa financera, 3 d'empreses immobiliàries, 5 d'empreses de serveis i 2 d'empreses classificades com a «altres activitats de serveis».
Dels 8 establiments de servei als particulars que hi havia el 2009, 1 era un taller de reparació d'automòbils i de material agrícola, 1 paleta, 1 lampisteria, 4 electricistes i 1 perruqueria.
L'únic establiment comercial que hi havia el 2009 era una adrogueria.

## Equipaments sanitaris i escolars
El 2009 hi havia una escola elemental.

## Poblacions més properes
El següent diagrama mostra les poblacions més properes.